# Dorfkirche Bronkow

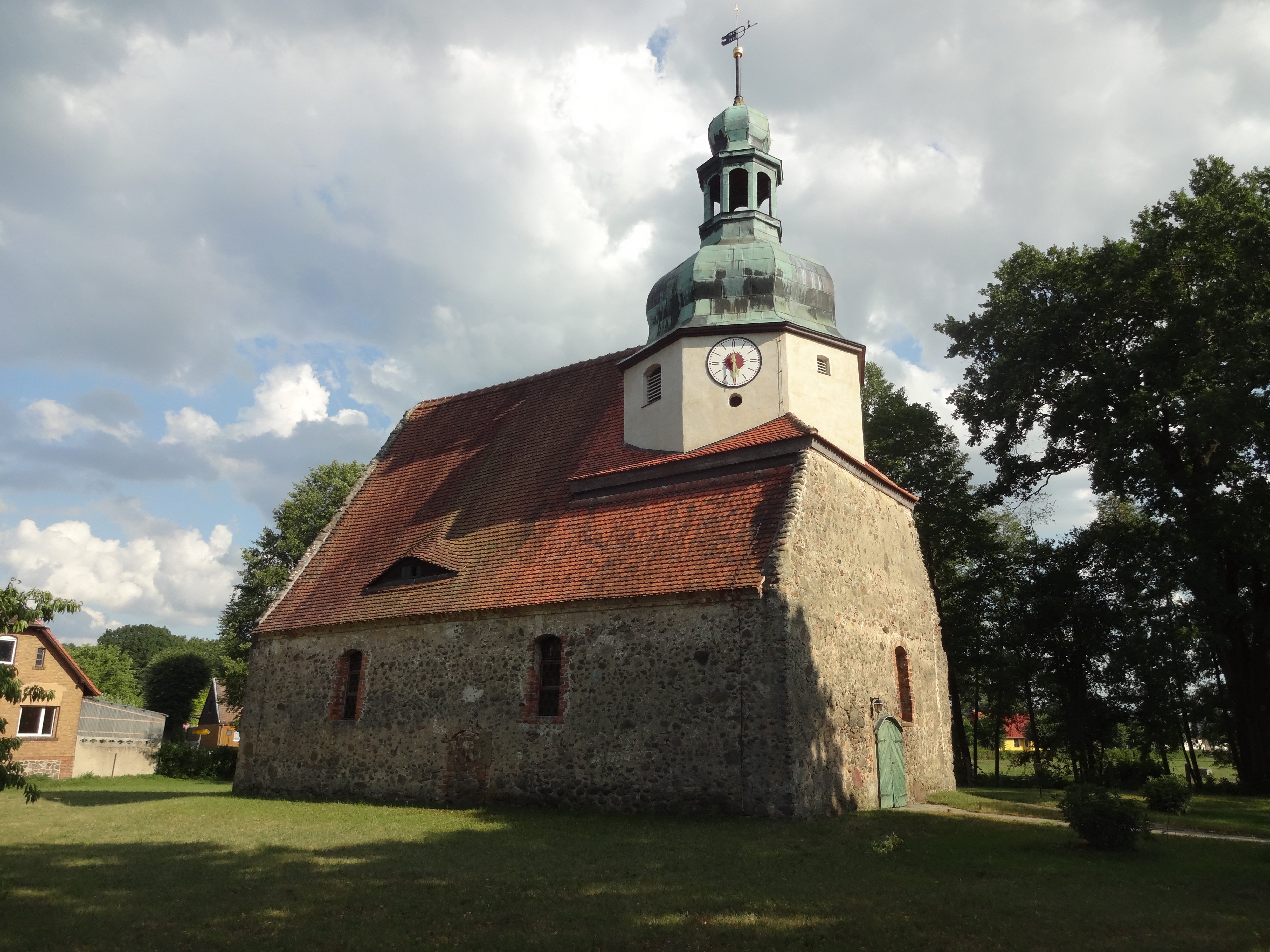
Dorfkirche Bronkow

Die evangelische Dorfkirche Bronkow ist ein denkmalgeschütztes Kirchengebäude in der Gemeinde Bronkow im südbrandenburgischen Landkreis Oberspreewald-Lausitz. Hier ist das Bauwerk in der Ortsmitte zu finden. Im örtlichen Denkmalverzeichnis ist das Bauwerk unter der Erfassungsnummer 09120033 verzeichnet.

## Baubeschreibung und -geschichte
Bei der Bronkower Dorfkirche handelt es sich um einen in der ersten Hälfte des 14. Jahrhunderts errichteten frühgotischen Saalbau mit Satteldach aus Back- und Feldsteinen. Im Westen befindet sich ein in fachwerkbauweise errichteter oktogonaler Dachturm mit Schweifhaube und Laterne. Der Kirchturm entstand während Umbauarbeiten in der Mitte des 18. Jahrhunderts, Dabei wurde die Kirche im barocken Stil umgebaut. Im Süden des Bauwerks ist ein als Gemeindesaal dienender Anbau zu finden, der im Jahre 1980 entstand.
Im Inneren der Kirche ist unter anderem eine flache Holzbalkendecke und eine Hufeisenempore zu finden. Zu den hier vorhandenen Ausstattungsstücken zählt unter anderem ein aus der zweiten Hälfte des 17. Jahrhunderts stammender Kanzelaltar. Im Flügelaltar sind böhmisch beeinflusste Malereien aus der Zeit um 1430 zu sehen. Die kelchförmige und sechseckige Taufe besteht aus Holz und wurde ebenfalls in der zweiten Hälfte des 17. Jahrhunderts geschaffen. Ein weiteres bemerkenswertes Ausstattungsstück ist ein mit Wappen versehener Taufengel, der gesondert im Denkmalverzeichnis verzeichnet ist. Der Taufengel von 1758 geht auf eine Stiftung zurück, die an zwei Stellen verzeichnet ist: Die originale Zinn-Taufschale trägt die Inschrift „Eleonora Erdmuth Von Krachten. Anno 1.7.5.8.“ Auf dem Gestänge befindet sich eine Wappenkartusche mit der Inschrift: „Diesen Engel haben die Hoch Adlichen Freileins Eleonora Erdmutha und Charlota Sophia Von Kracht im Jahr 1758 geschenkt.“ Er wurde im Jahre 2001 einer Restaurierung unterzogen. Die in der Kirche befindliche Orgel ist ein Instrument, welches etwa um 1885 der Neuzeller Orgelbaumeister Robert Uibe schuf. Sie besitzt eine pneumatische Kegellade, ein Manual und sieben Register.
Bronkow ist heute Teil des evangelischen Pfarrsprengels Calau im Kirchenkreis Niederlausitz der Evangelischen Kirche Berlin-Brandenburg-schlesische Oberlausitz, kurz EKBO.

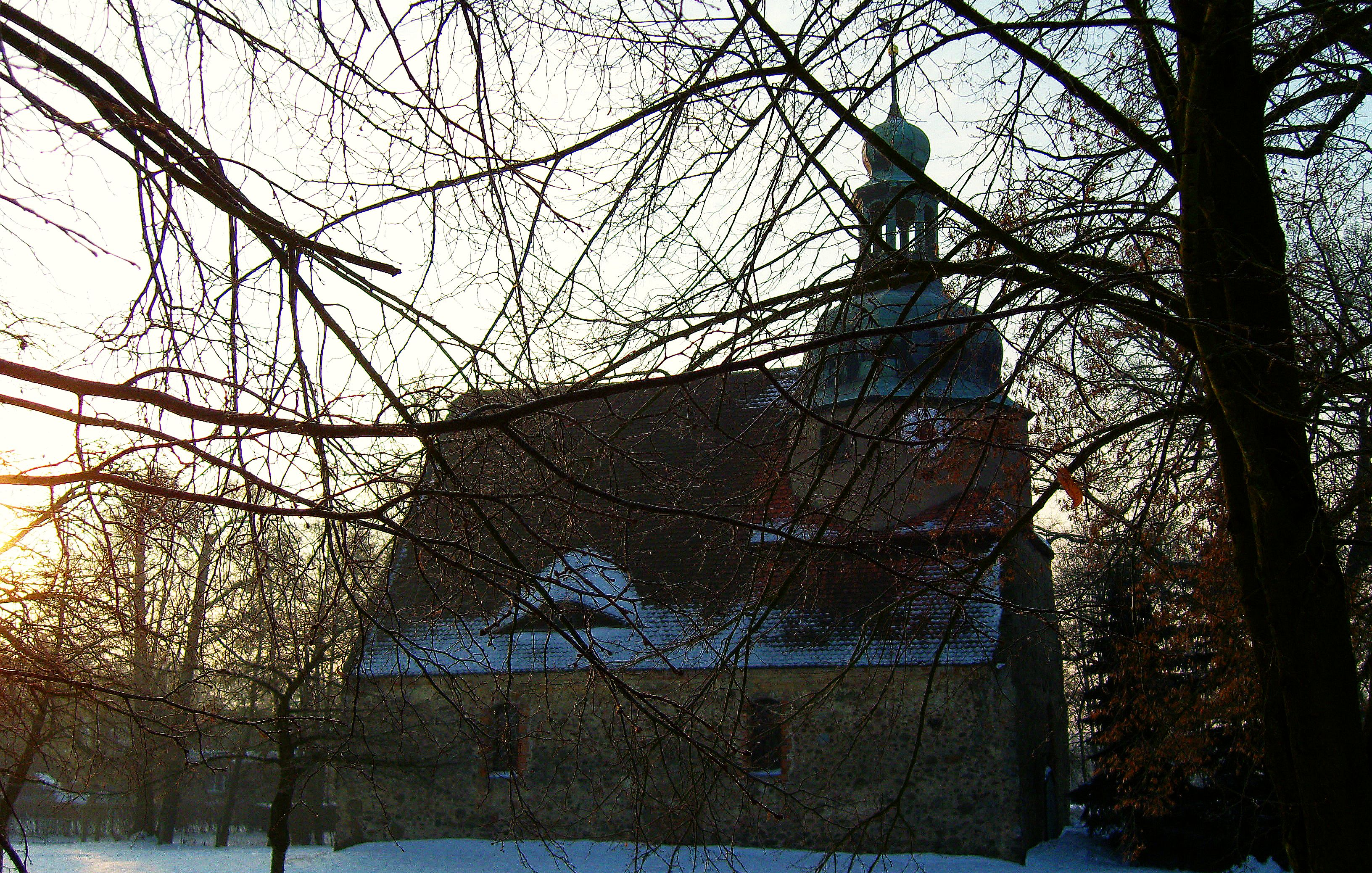
Nordansicht